# Parlamentswahl in Nauru 2004
Die Parlamentswahl in Nauru 2004 fand am 22/23. Oktober 2004 statt. 

## Vorgeschichte und Ergebnis
Nachdem Präsident Ludwig Scotty per 2. Oktober 2004 das Parlament aufgelöst hatte, setzte er für den 23. Oktober 2004 vorgezogene Neuwahlen an. Zunächst war die Legalität dieser Wahlen umstritten, da der suspendierte Parlamentssprecher Russell Kun gegen das aus seiner Sicht verfassungswidrige Vorgehen des Präsidenten einen Rekurs an das Oberste Gericht eingereicht hatte. Doch Staatsrichter Barry Connell wies die Vorwürfe zurück, so dass die Wahlen verfassungskonform waren. Wahlprognosen sagten eine deutliche Mehrheit der Reformisten um Präsident Scotty voraus, denn im Wahlkreis Ubenide wurden bei Wahlkampfveranstaltungen ehemalige Parlamentarier und Anhänger von René Harris ausgebuht und Mitglieder der Naoero-Amo-Partei gefeiert.
Die Wahllokale öffneten um 8 Uhr Ortszeit (MEZ 21 Uhr (22. Oktober)) und schlossen um 18 Uhr Ortszeit (MEZ 7 Uhr (23. Oktober)). Erstmals konnten auch im Ausland lebende Nauruer an der Wahl teilnehmen. Entsprechende Formulare waren an die in Australien, Neuseeland, Fidschi, den USA und Großbritannien wohnhaften Nauruer geschickt worden.
Die Regierung um Scotty gewann die Parlamentswahlen mit großem Vorsprung. Während die liberal-reformistische Regierung alle ihre 9 der insgesamt 18 Parlamentssitze halten konnte, verlor die konservative Opposition 7 ihrer 9 Sitze an die Regierung. Wahlbeobachter des Pacific Islands Forum und des Commonwealth beurteilten die Wahlen als frei und fair. Damit dürfte die seit Jahren anhaltende politische Instabilität überwunden sein, denn Scotty und seine Gefolgschaft haben nun eine Mehrheit von 16 gegen 2, was die größte Parlamentsmehrheit in der Geschichte Naurus bedeutet.
Die Wahl des Präsidenten fand am 26. Oktober 2004 statt. Ludwig Scotty wurde ohne Gegenkandidaten als Präsident der Republik Nauru wiedergewählt. Zum Parlamentssprecher wurde Vassal Gadoengin gewählt. Da Gadoengin am 16. Dezember starb, wurde am 21. Dezember Valdon Dowiyogo zum neuen Parlamentssprecher gewählt.